# Епархия Виджаявады
Епархия Виджаявады (лат. Dioecesis Viiayavadana) — архиепархия Римско-Католической церкви c центром в городе Виджаявада, Индия. Епархия Виджаявады входит в митрополию Вишакхапатнама. Кафедральным собором епархии Виджаявады является церковь святого Павла.

## История
10 января 1933 года Римский папа Пий XI выпустил бреве Christi regno, которым учредил миссию sui iuris Безвады, выделив её из епархии Хайдарабада.
13 апреля 1937 года миссия sui iuris Безвады была преобразована в епархию. В этот же день епархия Безвады вошла в митрополию Мадраса.
21 октября 1950 года епархия Безвады была переименована в епархию Виджаявады.
9 сентября 1953 года епархия Виджаявады вошла в митрополию Хайдарабада.
9 декабря 1976 года епархия Виджаявады передала часть своей территории для возведения новой епархии Элуру.
16 октября 2001 года епархия Виджаявады вошла в митрополию Вишакхапатнама.

## Ординарии епархии
- епископ Domenico Grassi (1933 — 9.05.1951);
- епископ Ambrogio De Battista (13.12.1951 — 23.01.1971);
- епископ Joseph S. Thumma (23.01.1971 — 8.11.1996);
- епископ Марампуди Джойи (8.11.1996 — 29.01.2000) — назначен архиепископом Хайдарабада;
- епископ Prakash Mallavarapup (26.07.2002 — по настоящее время).

## Источник
- Annuario Pontificio, Ватикан, 2007
- Бреве Christi regno, AAS 25 (1933), p. 485  (лат.)